# Němčičky (ort i Tjeckien, lat 48,94, long 16,82)
Němčičky är en ort i Tjeckien.   Den ligger i regionen Södra Mähren, i den sydöstra delen av landet, 220 km sydost om huvudstaden Prag. Němčičky ligger 229 meter över havet och antalet invånare är 605.
Terrängen runt Němčičky är platt. Runt Němčičky är det ganska tätbefolkat, med 139 invånare per kvadratkilometer. Närmaste större samhälle är Velké Pavlovice, 3,5 km söder om Němčičky. Trakten runt Němčičky består till största delen av jordbruksmark.